# Цингарас, Теохарис
Теохарис Цингарас (греч. Χάρης Τσιγγάρας; род. 20 августа 2000, Портария) — греческий футболист, полузащитник греческого клуба «Атромитос» и сборной Греции.

## Футбольная карьера
Цингарис родился в городе Портарья, расположенном на полуострове Халкидики. В 10 лет стал игроком академии ПАОКа, с тех пор является игроком системы клуба. Принимал участие в матчах Юношеской лиги УЕФА сезонов 2018/2019 и 2019/2020. С сезона 2019/2020 входит в основную команду клуба. 28 июня 2020 года дебютировал в греческой Суперлиге в поединке против «Ариса», выйдя на замену на 86-й минуте вместо Диего Бисесвара. Всего в дебютном сезоне провёл два матча. 5 ноября 2020 года Харис вышел на поле на замену на 81-й минуте вместо Омара Эль-Каддури в поединке Лиги Европы против нидерландского ПСВ.
Выступал за юношескую и молодёжную сборную Греции.

## Семья
Старший брат Теохариса — Ангелос Цингарас — также является профессиональным футболистом и выступает за клуб «Панетоликос».

## Достижения
ПАОК
- Серебряный призёр Чемпионата Греции: 2019/2020